# Проект „Аурора“
Разполагат ли ВВС на Съединените американски щати със самолет, имащ капацитета да развие скорост от над 6000 км/ч? До този момент няма категорично доказателство, което да потвърди или отхвърли тези твърдения. Непрекъснато увеличаващият се брой доказателства подкрепят тезата, че такъв самолет действително съществува. Името „Аурора“ (на английски: Aurora) се споменава за първи път в периода 1993 – 1997 година. Заради „извънземните“ си характеристики, той бързо бива „преместен“ от много учени и специалисти в раздел „Митове“.
Правителството на САЩ от своя страна ревностно отрича да има нещо общо с разработването на подобен хиперзвуков самолет.

## Предистория
Легендата за Аурора започва в началото на 90-те години на 20 век. Всичко започнало, когато в периода 1992 – 1994 година били открити „дупки“ в американския бюджет в размер на няколко десетки милиарда долара. Никой не можел да даде информация относно предназначението на крупната сума.
През 1993 година списание „Aviation Week & Space Technology“ публикува редица статии по темата. Митът „Аурора“ допълнително бил подсилен от документ, който изразявал финансовите трансакции по различни секретни военни проекти в размер на милиарди долара годишно. В документа присъствало името „Аурора“, което било достатъчно, за да хвърли известна светлина около събитията. Много хора били допълнително озадачени от неочакваното спиране на програмата „SR-71 Blackbird“ през 1996 година. Прекратяването ѝ означавало само едно – SR-71 вече не може да задоволи потребностите на ВВС и е време да бъде заменен. Спирането на подобен проект непременно означава стартирането на нов.

## Доказателства
Има редица свидетелски показания от много и различни държави – САЩ, Китай, Великобритания. Независимо от коя част на света са, те всички имат нещо общо – невъобразимо бърз неидентифициран летящ обект(НЛО), летящ със скорост, която е характерна единствено за метеорит. Нищо познато, което има земен произход, не би могло да развие подобна скорост.
В края на 1991 година жители на щата Калифорния и Невада подали десетки сигнали за странни звукови гърмежи в небето.
Те били в пъти по-силни от „обикновените“ звукови гърмежи, които се получават при преминаване на звуковата бариера. Още по-необичайна била честотата им. Свидетели разказват за серия от няколко гърмежа за период от няколко секунди. Приблизително по гръм в секунда. Геоложкия институт на САЩ, намиращ се в Южна Калифорния, също потвърждава, че измервателните уреди са отчели завишена активност по време на звуковите гърмежи в района, където са били чути.
Сеизмологът с над 20-годишен стаж Джим Мори казва: „Не мога да определят какво точно е било превозното средство. Със сигурност мога да потвърдя, че регистрираните звукови гърмежи са значително по-силни от „обикновените“ такива, които засичаме постоянно. Подобна завишена активност, причинена от звукови гърмежи, отчитаме всеки четвъртък сутрин между 04 и 07 часа“. Дом Маглиери – експерт по звукови гърмежи от НАСА с 15-годишен опит, прави подробен анализ на въпросните гърмежи. След обстойно преглеждане на резултатите, до които достигнал, той заключил, че източникът им вероятно е летателен апарат, летящ на височина повече от 27 км, със скорост 4.0М – 5.2М (4 до 5.2 пъти скоростта на звука). Диаграмите, които той изготвил дали странни резултати. Те описвали гърмежите като идващи от високоскоростен самолет, летящ на голяма височина точно над международното летище на Лос Анжелис, а не на много мили от града както биха изисквали мерките за безопасност. Последващият допълнителен анализ на звуковите вълни подсилил още повече мистерията около Аурора. Уфологът Чък Кларк излезе пред медиите през 1994 година с твърдението, че е заснел излитането на Аурора от Зона 51. Той твърди, че притежава видеозапис, на който ясно се вижда как самолет, отговарящ напълно на описанието на Аурора, излита от Зона 51.
„Самолетът, който заснех, пасва напълно с описанията, които се тиражират относно Аурора. Самолетът имаше делтаобразни криле и двойна опашка. Излезе от един от големите хангари на Зона 51 в 2:30 сутринта. Докато набираше скорост за излитане по него имаше само една червена светлина, която изгасна, в момента когато се отлепи от земята. Заради силния страничен вятър не успях да чуя абсолютно нищо“ разказва уфологът.
Друго твърдение, подкрепящо съществуването на Аурора, идва от може би най-противоречивата личност – Боб Лазар. В свое интервю той разказва, че по време на работата си в S4 чул „страховит шум“, „все едно небето се разтвори“ описва Лазар. Друг работник от Зона 51 му обяснил, че това е шумът от излитащ шпионски самолет на име Аурора. Това било единственото, което е можел да сподели, тъй като Лазар нямал необходимото ниво на достъп, за да може да получи повече информация. Търсенето на какъвто и да е вид информация, която може да потвърди или отхвърли съществуването на Аурора, продължава с пълна сила. Авиационният писател Бил Суийтман, посветил 20 години от живота си да разследва „бюджетни дупки“, открил огромна такава през 2006 година. „Разследването ми се задълбочи, продължи дълго време и стана ясно, че всичко води към ВВС. От дългогодишния си опит съм запознат с повечето кодови наименования, използвани от военните. Тази година, докато разглеждах бюджета на ВВС открих „дупка“ от над 10 милиарда долара, която пасва идеално на проект „Аурора“ сподели Суийтман. Състоялият се през 1998 година разговор между Доуг Периш и д-р Ричард Бойлан дава отговор на много въпроси около вече превърналият се в легенда свръхбърз шпионски самолет Аурора. Периш отправил въпрос към д-р Бойлан относно тиражираните слухове, че дълбоко в хангарите на ВВС на САЩ се крие самолет, който може да развие скорост от порядъка на 6000 – 6500 км/ч. Отговорът на д-р Ричард Бойлан бил следния: „Скоростта, която може да развие Аурора е достатъчна, за да се избегне привличането на Земята. Самолетът може да бъде задвижван по два начина – от двигател с пулсова детонация, използващ конвенционални горива, както и от антигравитационен реактор. Аурора може безпрепятствено да извършва пътувания до Луната, както и да направи 3 пълни обиколки на Земята за по-малко от 2 часа!“

## Задвижваща система

### Двигател с пулсова детонация
Двигателят с пулсова детонация (ДПД) е нов вид задвижваща система. Той използва детонационни вълни, за да възпламени горивото и окислителната смес. Той е пулсиращ, защото трябва да се извърши периодично подновяване на сместа в горивната камера в периода между отделните детонации. Теоретично ДПД може бързо да ускори самолет от свръхзвукова до хиперзвукова скорост. Скорост от порядъка на пет пъти тази на звука (~7000 км/ч) се счита за условна граница между свръхзвуковата и хиперзвуковата скорост. При ДПД изгарянето на сместа въздух-гориво става толкова бързо, че сместа на практика няма време да се разшири и процесът се извършва при постоянен обем. Горенето при постоянен обем е доста по-ефективно, отколкото това при отворения цикъл на газовите турбини. Това води до значително по-добра горивна ефективност. Инженерите, който разработват ДПД, се стремят да постигнат честота на детонациите от близо 1000 импулса в минута. Това значително би намалило вибрациите на двигателя. Те избрали да използват похват, който се основава на слаби, но доста чести детонации. Обратното – силни, но редки би довело до изключително силни вибрации, което от своя страна ще направи самолета много нестабилен.

### Антигравитационен реактор
В основата на антигравитационния реактор стои циркулярен плазмен ускорител. Плазма на живачна основа се ускорява до 50 000 оборота в минута при налягане от 250 000 атмосфери и температура на средата от 150 градуса по Келвин. Процесът води до създаването на свръхпроводима плазма. Реакторът създава силно магнитно поле, което намалява ефекта на гравитацията с близо 89%. Това означава, че масата на самолета и пилота ще бъде намалена с 89%. По този начин пилотът ще е спосопен да понесе ускорение от 40G, което той ще усети едва като 4.2G. Генерирането на силно електромагнитно поле и премахването на енерционните сили дава възможност за достигане на извънредно високи скорости и минимално триене при летене във високия атмосферен слой на Земята.

## Параметри

### Габарити
- Дължина: 35 метра
- Размах на крилата: 20 метра
- Височина: 6 метра
- Тегло: 28 563 килограма

### Възможности
- Максимална скорост: 6500 км/ч
- Максимален обхват: НЕИЗВЕСТЕН
- Максимална тяга: НЕИЗВЕСТНА
- Максимална скорост на издигане: НЕИЗВЕСТНА

### Въоръжение
- Картечница: НЕ
- Ракети „въздух-въздух“: НЕ
- Ракети „въздух-земя“: НЕ
- Бомби: НЕ
- Високотехнологични камери: ДА
- Високотехнологични сензори: ДА
- Друго свръхсекретно шпионско оборудване: ДА